# The Chordettes
The Chordettes waren ein US-amerikanisches weibliches Gesangsquartett. Die Gruppe nahm zunächst (ab 1950) für Columbia Records, danach (ab 1954) ausschließlich für Cadence Records auf, wurde hier allermeist vom Orchester Archie Bleyer begleitet und hatte zwischen 1954 und 1961 acht Top-20-Hits in der U.S.-Hitparade. Nachhaltige Bekanntheit erreichten ihre Songs Mr. Sandman und Lollipop. In der Phase des Umbruchs der populären Musik zum Rock ’n’ Roll und in ihrer Zwischenstellung zwischen traditioneller Popmusik und rockorientiertem Pop gelten die Chordettes als Prototyp für die zahlreichen nach ihnen kommenden Girlgroups.

## Mitglieder
Das Gesangsquartett „The Chordettes“ wurde 1946 in Sheboygan (Wisconsin) gegründet. Die ursprünglichen Mitglieder der Gruppe waren Janet Ertel, geborene Buschmann (Alt, 1913–1988), Alice Mae Buschmann Spielvogel (Mezzosopran, 1925–1981), die jedoch bereits 1947 von Carol Buschman (1927–2023), geborene Hagedorn (Mezzosopran, spätere Schwägerin von Janet Ertel), abgelöst wurde, Dorothy Schwartz (1927–2016), geborene Hummitzsch (Leadsängerin, Mezzosopran), und Jinny Osborn (1927–2003), geborene Jennifer Cole, in zweiter Ehe verheiratete Lockhart, später Jennifer Janis (Sopran, 1927–2003).
Im Jahre 1952 heiratete Dorothy Hummitzsch, wurde schwanger und beschloss, die Chordettes zu verlassen, sie wurde durch Lynn Evans (1924–2020), später verheiratete Lynn Mand, ersetzt. Nach der Auflösung der Chordettes arbeitete Lynn Mand von 1965 bis 1990 als Lehrerin an einer Schule in Brentwood (New York). 1953 wurde die schwangere Osborn zeitweise von Margie Needham abgelöst. Ende 1953 heiratete Janet Ertel Archie Bleyer, ihre gemeinsame Tochter Jaqueline heiratete Phil Everly von den Everly Brothers.
Nancy Overton, geborene Anne „Nancy“ Swain (geb. 6. Februar 1926 in Port Washington, New York), wurde kurz nach der Plattenaufnahme von Lollipop im Frühjahr 1958 Mitglied der Chordettes und übernahm die Bassstimme, zuvor hatte sie in der Gruppe „Heathertones“ gesungen und zusammen mit Benny Goodman und Tommy Dorsey Schallplattenaufnahmen gemacht und war seit 1946 mit dem Jazzpianisten Hall Overton verheiratet. Sie starb am 8. April 2009 in Hackettstown (New York).

## Karriere

### Anfänge
Zu Beginn sangen die Chordettes amerikanische Volksmusik im Stile der Weavers, nahmen sich dann aber des Barbershop-Gesanges an. Diese Veränderung wurde zum Teil auch von Osborns Vater angeregt: Jinny Osborn wurde als Virginia Cole in Seattle geboren und war die Tochter von O. H. „King“ Cole, dem Präsidenten der Society for the Preservation and Encouragement of Barber Shop Quartet Singing in America (SPEBSQSA), und Katherine Flack.
Nach einigen Auftritten in Sheboygan gewannen die Chordettes 1949 einen Talentwettbewerb in Arthur Godfreys Radioprogramm Talent Scouts. Sie wurden dort zu regelmäßigen Gästen, traten vom Oktober 1952 bis zum Februar 1953 in fast allen Sendungen von Godfreys TV-Show Arthur Godfrey Time auf, hatten wiederholt Auftritte in der abendlichen TV Show Arthur Godfrey And Friends und machten eine Reihe von Aufnahmen bei Columbia Records.
Zwischen 1950 und 1953 erschienen bei Columbia sechs Singles der Chordettes und vier LPs. Mit der ersten ihrer LPs Harmony Time (Columbia 6111) gelang der Gruppe ein Hit in den Album-Charts, wo die Platte Platz 3 erreichte und sich 18 Wochen in den Charts halten konnte. Alle LPs waren typischer Barbershop-Gesang und beinhalteten zumeist traditionelles Songmaterial. Die Chordettes hatten mit Singles, die sie zusammen mit Arthur Godfrey einspielten, eine Reihe von Hits in den Jahren 1950 und 1951: 1950 erreichten Godfrey und die Chordettes mit dem Titel Candy And Cake (Columbia 38721) Platz 17 der US Hitparade, 1951 folgten I Like The Wide Open Spaces (Columbia 39404) auf Platz 13, Dance Me Loose / Slow Poke (Columbia 39632) auf Platz 12.

### Erfolge 1954–1961
1953 gründete Godfreys Musikdirektor und Orchesterführer Archie Bleyer die Plattenfirma Cadence Records. Als er den Star der Godfrey-Shows, Julius LaRosa, für seine neue Firma verpflichtete, feuerte Godfrey öffentlich am Ende der Fernsehsendung vom 19. Oktober 1953 LaRosa – und Archie Bleyer gleich mit. Dieser nahm eine Reihe von Godfreys Stammkünstlern unter Vertrag, darunter auch die Chordettes. Die erste Singleveröffentlichung war im April 1954 It’s You, It’s You I Love, die zehnte von Cadence veröffentlichte Single überhaupt, der jedoch kein Erfolg beschieden war. Im Oktober 1954 erschien ihre nächste Single Mr. Sandman (Cadence 1247). Der Song von Pat Ballard sollte ihr größter Hit überhaupt werden. Er kam am 20. Oktober 1954 in die US-Hitparade und erreichte Platz 1, in Großbritannien kam die Single auf Platz 11. Auf dieser wie auch allen anderen Plattenaufnahmen wurden die Chordettes vom „Archie Bleyer Orchestra“ begleitet.
Nach drei wenig erfolgreichen Singles im Jahre 1955 coverten die Chordettes den von Aaron Collins, Maxwell Davis und Sam Ling komponierten Song Eddie My Love (Cadence 1284), der als Single (RPM 453) von der schwarzen Girl Group „Teen Queens“ auf den Markt gebracht worden war. Gleichzeitig erschien noch eine Coverversion der weißen Girl Group „The Fontane Sisters“ auf „Dot Records“ (Dot 15450), so dass Ende März 1956 drei Versionen des Liedes in den Charts waren, und beide weißen Coverversionen kamen unter die ersten Zwanzig der Top 100 Charts: die „Fontane Sisters“ auf Platz 12, die Chordettes auf Platz 18. Im Verlaufe des Jahres 1956 setzte sich die Erfolgsserie fort mit Born To Be With You (Cadence 1291), die Single erreichte Platz 5, und Lay Down Your Arms, das Platz 16 erreichte. Das Jahr 1957 brachte als erwähnenswerten Erfolg den Platz 8 der Single Just Between You And Me (Cadence 1330).
1958 erschien der neben Mr. Sandman wohl bekannteste Song der Chordettes: Lollipop, eine eingängige Komposition von Julius Dixon und Beverly „Ruby“ Ross, die für das Duo „Ronald and Ruby“ geschrieben worden war (RCA 7174) und mit der das Duo einen Mittelplatz in den Hot 100 belegen konnte. Die Coverversion der Chordettes war ungleich erfolgreicher: Sie erreichte in den USA den Platz 2, in Canada Platz 1 und in Großbritannien Platz 6. Im gleichen Jahr gelang mit Zorro (Cadence 1349) ein weiterer Hit, der bis Platz 17 gelangte.
1959 hatten die Chordettes nur zwei kleinere Erfolge mit No Other Arms, No Other Lips (Cadence 1361) und A Girl’s Work Is Never Done (Cadence 1366). Anfang des Jahres hatte Archie Bleyer mit den Stars seines Labels – den Chordettes, den Everly Brothers und Andy Williams – eine Promotiontour durch Europa gemacht, um seine Stars durch möglichst viele Fernsehauftritte auf dem Kontinent bekannter zu machen. Vor allem für die Single A Girl’s Work Is Never Done wurde kräftig geworben: Neben EPs mit unterschiedlichen Versionen, die extra für Diskjockeys gepresst wurden, ließ Bleyer einen Film über den Song drehen, der den Fernsehgesellschaften kostenlos zur Ausstrahlung angeboten wurde und den er innerhalb einer Woche nach Erscheinen der Single in Chicago, New York, London und Hamburg der Öffentlichkeit vorstellte. Bleyer behauptete gegenüber „Billboard“, die Single werde sich zwei Millionen Mal verkaufen.
Im Jahre 1960 erschien überhaupt nur eine Single All My Sorrows (Cadence 1382), die es nicht in die Hot 100 schaffte. Bleyer zufolge lag kein passendes Songmaterial für die Chordettes vor. Erst im Juni 1961 wurde die nächste Single veröffentlicht, der letzte Hit der Chordettes: Never on Sunday, eine Coverversion des Titelsongs zu dem gleichnamigen Film mit Melina Mercouri in der Hauptrolle, der in Deutschland unter dem Titel „Sonntags… nie!“ lief. Ein letztes Mal gelang den Chordettes ein Hit (Platz 13), kurze Zeit später löste die Gruppe sich auf. Nach der Auflösung der Gruppe erschienen bis 1963 noch vier Singles, die jedoch nicht mehr die Hitparade erreichten.
Musikhistorisch gesehen stehen die Chordettes zwischen dem traditionellen, popmusikalisch orientierten Gruppengesang und dem Gesang neuer Girlgroups, die sich am Rock orientierten und Teenager ansprachen. Als Idole für die Teenager der späten 1950er Jahre eigneten die Chordettes sich nicht, sie waren zu alt, verheiratet, hatten teilweise schon Kinder und traten in Abendkleidern auf. Allerdings präsentierten sie typische Teenagersongs wie Eddie My Love, Charlie Brown, Lollipop und andere. In dem Song A Girl’s Work Is Never Done heißt es in Strophe I, Vers 3: „And now the kids are home from school“ und in Strophe II, Vers 1: „And now my father’s home from work“. Dabei bleibt unklar, ob die Sängerin Mutter oder Tochter ist. Das Beispiel ist typisch für die Rolle der Chordettes in der Übergangsphase zwischen Popmusik und dem aufkommenden Rock’n'Roll.
Die Chordettes wurden im Jahr 2001 in die Vocal Group Hall of Fame aufgenommen.

### The New Chordettes 1990–1995
Nachdem Lynn Evans 1990 aus dem Schuldienst ausgeschieden war, formierte sie mit Nancy Overton und zwei weiteren Sängerinnen die Chordettes neu. Ihr Debüt feierte die Gruppe in der Radio City Music Hall im Rahmen einer Nostalgieshow. Von 1991 bis 1995 machte die Gruppe zusammen mit Eddy Arnold mehrere Tourneen durch die USA.

## Diskografie

### Alben
Auswahlkriterium: Es werden nur die auf dem Label „Cadence“ bis 1962 erschienenen LPs aufgeführt. Das Songmaterial der Chordettes ist in immer wieder wechselnder Zusammenstellung auf zahlreichen Samplern veröffentlicht worden.
| Jahr | Titel        | Höchstplatzierung, Gesamtwochen, AuszeichnungChartsChartplatzierungen (Jahr, Titel, Platzierungen, Wochen, Auszeichnungen, Anmerkungen) | Anmerkungen                |
| Jahr | Titel        | US | Anmerkungen                |
| ---- | ------------ | --- | -------------------------- |
| 1950 | Harmony Time | US3 (18 Wo.)US | Erstveröffentlichung: 1950 |

Weitere Alben
- 1955: Close Harmony – (CLP-1002) – 10" LP
- 1957: The Chordettes („They’re Riding High,“ Says Archie) – CLP-3001 – 12" LP
- 1962: Never on Sunday – CLP-3056 (mono) / CLP-25056 (stereo) – 12" LP

### Singles
Auswahlkriterium: Alle bis zur Auflösung der Gruppe 1961 in den USA erschienenen Singles. Alle Singles sind auf dem Label „Cadence“ erschienen.
| Jahr | Titel Album                            | Höchstplatzierung, Gesamtwochen/‑monate, AuszeichnungChartplatzierungen (Jahr, Titel, Album, Platzierungen, Wochen/Monate, Auszeichnungen, Anmerkungen) | Höchstplatzierung, Gesamtwochen/‑monate, AuszeichnungChartplatzierungen (Jahr, Titel, Album, Platzierungen, Wochen/Monate, Auszeichnungen, Anmerkungen) | Höchstplatzierung, Gesamtwochen/‑monate, AuszeichnungChartplatzierungen (Jahr, Titel, Album, Platzierungen, Wochen/Monate, Auszeichnungen, Anmerkungen) | Anmerkungen                          |
| Jahr | Titel Album                            | DE | UK | US | Anmerkungen                          |
| ---- | -------------------------------------- | --- | --- | --- | ------------------------------------ |
| 1950 | Candy and Cake –                       | — | — | US17 (5 Wo.)US | Erstveröffentlichung: 1950           |
| 1954 | Mr. Sandman The Chordettes             | — | UK11 (8 Wo.)UK | US1 (20 Wo.)US | Erstveröffentlichung: Oktober 1954   |
| 1955 | The Wedding –                          | — | — | US91 (2 Wo.)US | Erstveröffentlichung: Dezember 1955  |
| 1956 | Eddie My Love The Chordettes           | — | — | US18 (12 Wo.)US | Erstveröffentlichung: Februar 1956   |
| 1956 | Born to Be with You The Chordettes     | — | UK8 (9 Wo.)UK | US5 (20 Wo.)US | Erstveröffentlichung: Mai 1956       |
| 1956 | Lay Down Your Arms The Chordettes      | — | — | US16 (18 Wo.)US | Erstveröffentlichung: September 1956 |
| 1956 | Teenage Goodnight The Chordettes       | — | — | US45 (11 Wo.)US | Erstveröffentlichung: September 1956 |
| 1957 | Just Between You and Me The Chordettes | — | — | US19 (15 Wo.)US | Erstveröffentlichung: August 1957    |
| 1957 | Soft Sands The Chordettes              | — | — | US73 (6 Wo.)US | Erstveröffentlichung: August 1957    |
| 1958 | Lollipop –                             | DE16 (2 Mt.)DE | UK6 (8 Wo.)UK | US2 (15 Wo.)US | Erstveröffentlichung: Februar 1958   |
| 1958 | Zorro –                                | — | — | US17 (11 Wo.)US | Erstveröffentlichung: Mai 1958       |
| 1959 | No Other Arms, No Other Lips –         | — | — | US27 (11 Wo.)US | Erstveröffentlichung: März 1959      |
| 1959 | A Girl’s Work Is Never Done –          | — | — | US89 (3 Wo.)US | Erstveröffentlichung: August 1959    |
| 1961 | Never on Sunday                        | — | — | US13 (12 Wo.)US | Erstveröffentlichung: Juni 1961      |
| 1961 | Faraway Star –                         | — | — | US90 (1 Wo.)US | Erstveröffentlichung: Juni 1961      |

grau schraffiert: keine Chartdaten aus diesem Jahr verfügbar
Weitere Singles
- 1954: It’s You, It’s You I Love / True Love Goes on and On
- 1954: I Don’t Wanna See You Cry
- 1955: Lonely Lips / The Dudelsack Song
- 1955: I Told a Lie / Hummingbird
- 1955: I Don’t Know, I Don’t Care
- 1956: Whispering Willie
- 1956: Love Never Changes
- 1957: Come Home to My Arms / Walking the Poodie
- 1957: Echo of Love / Like a Baby
- 1957: Photographs / Baby of Mine
- 1958: Baby Come-A Back-A
- 1958: Love Is a Two-Way Street
- 1959: We Should Be Together
- 1959: No Wheels
- 1960: All My Sorrows / A Broken Vow